# Jiřice u Miroslavi
Jiřice u Miroslavi (in tedesco Irritz) è un comune della Repubblica Ceca facente parte del distretto di Znojmo, in Moravia Meridionale.